# The Rogues' Tavern
The Rogues' Tavern è un film del 1936, diretto da Robert F. Hill.

## Trama
Nel salone della remota locanda Red Rock Tavern alcune persone si chiedono il perché siano stati convocati lì da Wentworth, che tarda a presentarsi.
Jimmy Kelly, detective, e Marjorie Burns vogliono sposarsi quella sera stessa. Viene chiamato per loro un giudice di pace che li incontrerà proprio alla Red Rock Tavern. La coppia vi giunge in una notte di tempesta; il giudice di pace non è ancora arrivato. Si sentono dei rumori: uno degli ospiti della locanda viene trovato morto per una ferita alla gola apparentemente provocata da una forte mascella animale, mentre un cane lupo viene visto uscire da una finestra. Si telefona al coroner, ma i fili telefonici appaiono tagliati. Poco dopo viene trovata una seconda vittima, uccisa allo stesso modo.
Arriva Wentworth, che sostiene di non aver convocato gli altri ma piuttosto di essere stato convocato tramite telegramma da alcuni di loro. Un muso di cane comincia ad apparire dietro le porte semiaperte, ad un'altezza in cui un muso di cane non può stare. È solo alla terza vittima che i gestori della locanda, i signori Jamison, moglie e marito – quest'ultimo costretto su una sedia a rotelle -, mandano a chiamare la polizia l'unico loro dipendente a trovarsi lì quella notte. Il cane non è l'autore degli omicidi – come peraltro Jimmy già immaginava, avendo trovato presso uno dei cadaveri un dente canino palesemente finto – perché durante l'ultimo omicidio era tranquillo al guinzaglio del detective, che poco prima l'aveva fatto entrare.
Mentre Jimmy e Marjorie si assumono il compito di indagare un clima di tensione e sospetto si instaura fra gli ospiti superstiti (Morgan e Gloria) – che cercano di fuggire ma trovano le porte sprangate e le finestre improvvisamente munite di solide sbarre -, Wentworth, e i signori Jamison. Jimmy e Marjorie appurano che i due ospiti facevano parte, assieme ai tre deceduti e a Wentworth, di una banda di rapinatori e contrabbandieri di gioielli, e che i Jamison avevano preso in affitto la locanda – edificio evidentemente dotato di particolari marchingegni - da un certo Morgan, inventore; Wentworth afferma di averlo conosciuto, in passato.
Mentre un uomo che corrisponde alla descrizione che era stata fatta di Morgan si aggira intorno all'edificio, Marjorie scorge il signor Jamison – quando è lontano dalla vista di tutti - alzarsi dalla sedia a rotelle e camminare, poi scopre un falso muso di cane con denti affilatissimi, evidentemente l'arma dei delitti. Il signor Jamison confessa essere stato l'omicida. Jimmy ha motivi per non credergli e supporre che stia coprendo un'altra persona. In quel mentre un messaggio registrato da una voce maschile, con minacce di morte, viene diffuso nel salone; si scopre l'altoparlante (all'interno dell'elmo di un'armatura), e, seguendone i cavi, tutti si recano in cantina, dove viene trovato il grammofono, fonte del messaggio audio.
E viene trovato anche Morgan: egli confessa di essere venuto per uccidere Wentworth, che tempo prima gli aveva rubato un'invenzione, ma appare non saper nulla degli omicidi già commessi. Solo la signora Jamison è assente: ma appare subito, dietro un robusto schermo, e dichiara di aver architettato lei tutta la messa in scena per vendicarsi della morte della sorella, che si era tolta la vita dopo essere stata accusata – e ingiustamente condannata - di contrabbando di gioielli dalla banda di criminali – veri autori del reato – che aveva convocato quella sera per sterminarli. Che alcuni innocenti venissero coinvolti - aggiunge con un ghigno satanico -, non aveva importanza. Sta per azionare la leva che diffonderà gas venefico in cantina quando, chissà come, Jimmy riesce a bloccarla e a salvare la vita di tutti.
Arriva finalmente la polizia - che prende in consegna ciascuno dei criminali per i rispettivi reati - ed un signore che si crede sia il coroner: è invece il giudice di pace, terribilmente in ritardo, che unisce in matrimonio seduta stante Jimmy e Marjorie.

## Produzione
La pellicola, per l'uscita americana, constava di 7 rulli per una lunghezza totale di 1890 metri.

## Distribuzione

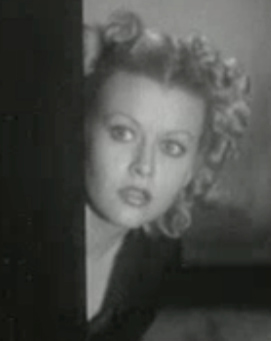
Barbara Pepper in una scena del film

Il film è uscito nelle sale cinematografiche statunitensi il 4 giugno 1936, distribuito dall Puritan Pictures e Pathé Pictures.
The Rogues' Tavern è stato edito in DVD dalla Alpha Video nel 2003 (anche VHS), dalla Grapevine Video nel 2015, e dalla Sinister Cinema. Il film è visionabile sulla piattaforma YouTube.

## Accoglienza
Sul Film Daily del 4 giugno 1936 si legge: "Questo film segue la ben nota formula delle commedie del mistero. La trama è concepita in modo da trarre in inganno lo spettatore fino alle sequenze finali. E lo fa in modo convincente e divertente. Le sue diverse scene di paura, il triplice omicidio, e la suspense soddisfarranno gli spettatori che amano sentir scorrere i brividi lungo la spina dorsale. Wallace Ford ricopre il ruolo del detective in modo convincente, e Barbara Pepper, la sua non troppo acuta fidanzata, interpreta con naturalezza il ruolo di protagonista femminile. La sua figura serve a fornire l'humour necessario a controbilanciare i sinistri accadimenti nella taverna."
Il redattore di Variety, nel numero del 15 luglio 1936, afferma: "Ci sono brividi a sufficienza in questo thriller per tenere lo spettatore inchiodato alla poltrona. La prima parte è un tantino rigida, ma, con lo sviluppo della trama, migliora. (…) La Pepper aiuta Ford nelle sue indagini, producendo nel contempo tratti di commedia."